# Problemă

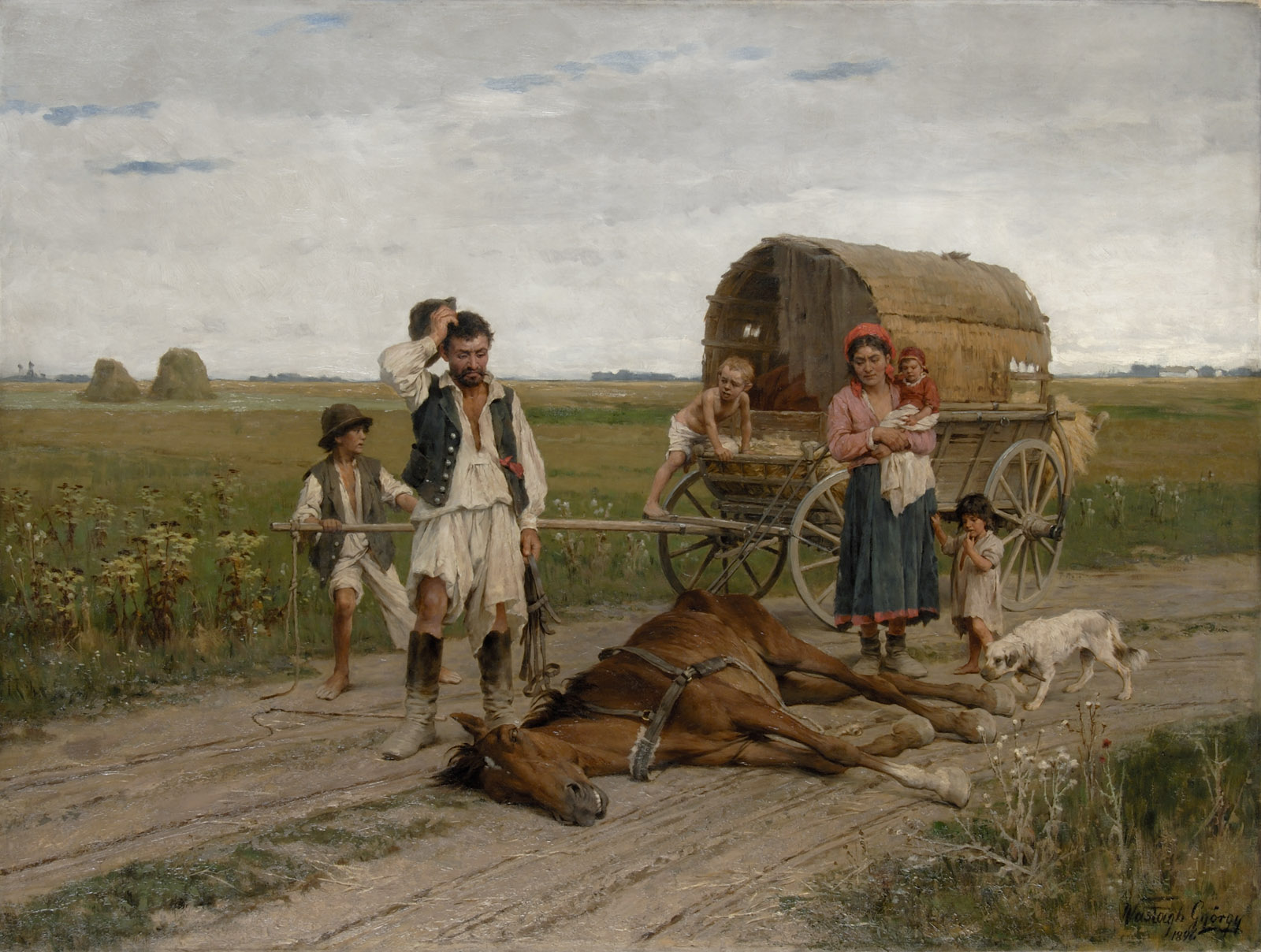
Vastagh György, Ulei pe pânză, 1886.

Problema este o chestiune care prezintă aspecte neclare, discutabile, care necesită o lămurire, precizare, care se pretează la discuții, chestiune importantă care constituie o sarcină, o preocupare (majoră) și care cere o soluționare (imediată), dificultate care trebuie rezolvată pentru a obține un anumit rezultat; greutate, impas, lucru greu de înțeles, greu de rezolvat sau de explicat; mister, enigmă.